# 停车视距
停车视距是在公路几何设计中行车视距的一种，指汽车在行驶过程中，驾驶人员自看到前方障碍物时起，至达到障碍物前安全停止，所需的最短行车距离。停车视距由驾驶人员反应时间内车辆行驶的距离、车辆制动距离和车辆在障碍物前面停止的安全距离组成。